# Blanquejament en pel·lícules

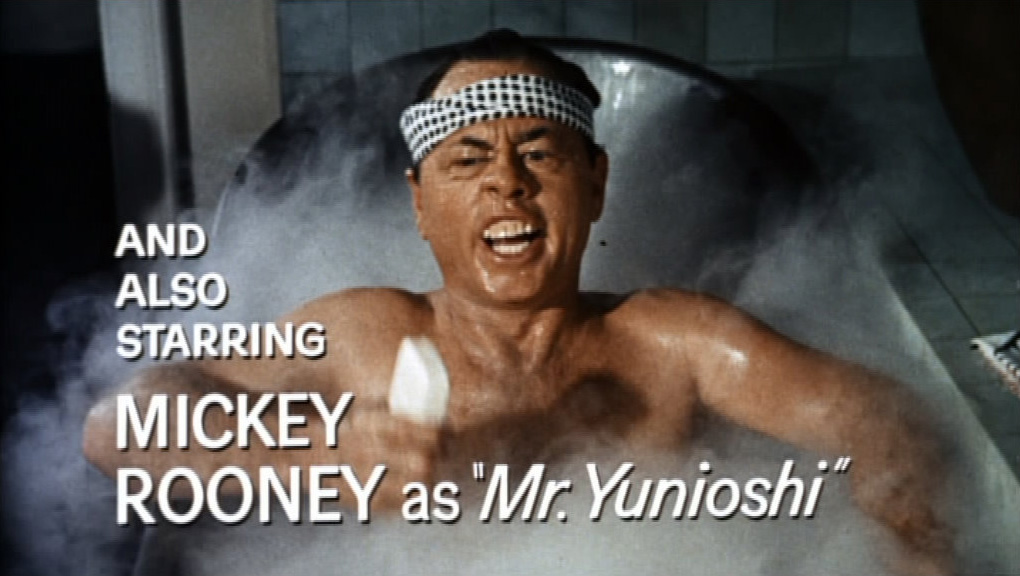
L'actor blanc Mickey Rooney portava una cara groga per retratar a IY Yunioshi, un propietari japonès, a la pel·lícula de 1961 Esmorzar amb diamants.

Blanquejament és una pràctica de càsting a la indústria cinematogràfica en la qual actors blancs representen papers no blancs. Tal com defineix Merriam-Webster, blanquejar és "alterar ... d 'una manera que afavoreixi, presenti o caracteritzi persones blanques: com ara... convertint a un intèrpret blanc en un paper basat en una persona no blanca o un personatge fictici". Al cinema, la pràctica és tan antiga com la pròpia indústria. La BBC va dir: "La llista de pel·lícules en què actors blancs han interpretat altres races inclou des de comèdies romàntiques fins a aventures d'acció i fantasies fins a epopeies històriques". Papers afroamericans i de descendència asiàtica han estat blanquejats.

## Història
A principis del segle xx, els actors blancs van caricaturitzar diferents ètnies amb maquillatge blackface o yellowface, exagerant habitualment els estereotips percebuts d'altres ètnies. Per exemple, l'actor blanc de origen suec Warner Oland va interpretar al detectiu xinès Charlie Chan a Charlie Chan Carries On (1931) i les pel·lícules posteriors. A causa de la manca de personatges de color a la indústria del cinema, aquests papers van ser ben rebuts en aquell moment pels espectadors. Altres actors no asiàtics que interpreten el detectiu xinès Charlie Chan són Manuel Arbó, Sidney Toler, Roland Winters, Ross Martin i Peter Ustinov.
A mitjans del segle xx, les pel·lícules es van anar diversificant amb els colors de la pell i la cara negra va desaparèixer sobretot de la indústria del cinema. La pel·lícula Othello (1965) va ser una excepció, ja que l'actor blanc Laurence Olivier va ser escollit com "el morisc". Portava la cara negra pel personatge del títol. A Soul Man i Tropic Thunder actors blancs interpreten personatges blancs que utilitzen blackface.
La pràctica de la "yellowface" es va estendre fins als anys seixanta. Per exemple, Mickey Rooney va interpretar a un propietari japonès a Esmorzar amb diamants (1961). El professor David A. Schlossman va dir sobre els personatges asiàtics en particular: "Molts dels papers asiàtics que representen els actors blancs també van contribuir al panteó dels estereotips culturals del discurs nacional dels Estats Units". A principis del segle xxi, les minories encara estaven poc representades en la indústria del cinema en diferents etapes. Tot i que històricament els rols negres es distribueixen generalment amb actors negres, la pràctica del blanqueig s'aplica a altres minories.
Guy Aoki va dir que els afroamericans "han sentit durant molt de temps el pes del blanquejament dels papers" i que els asiàtics també ho han experimentat. Els nadius americans també han tingut els seus líders i guerrers històrics representats pels blancs.

## Paper dels executius
La BBC va dir el 2015: "La pràctica de convertir actors blancs en papers no blancs encara és prevalent a Hollywood, malgrat la condemna i la protesta generalitzades". Un informe del 2013 mostrava que el 94% dels executius de pel·lícules eren blancs i que les persones que no eren blanques estaven poc representades com a cineastes i actors. La BBC va explorar dues raons de la pràctica del càsting: el racisme institucional i la creença que actors blancs coneguts atreuen més públic i maximitzen els beneficis. Tom Rothman, el president del grup Sony Pictures Motion Picture Group, va dir: "Suposo que hi ha una certa força institucional i memòria. ... Crec que la indústria millora, però estic d'acord amb aquells que diuen que no hem anat prou lluny prou ràpid."
Jeffery Mio, autor de Multicultural Psychology: Understanding Our Diverse Communities, planteja la hipòtesi que la indústria del cinema, majoritàriament blanca, contracta persones d'orígens similars. Mio va dir sobre la justificació que només es reparteixen els actors més qualificats: "Aquest és l'argument que fan els directors i els directors de càsting, però moltes vegades els actors ètnics ens diran que quan diuen que només escollim el millor actor, volen dir estem escollint els nostres amics o gent amb què estem acostumats". Craig Detweiler, professor d'història del cinema a la Universitat de Pepperdine, va dir: "Hi ha una manca d'estrelles afroamericanes, asiàtiques i llatines. Per a tota la política progressista de Hollywood, les seves decisions de càsting semblen notablement retrògrades". El 2010, TheWrap va atribuir la manca de diversitat racial al racisme institucional i a la manca d'actors de color rendibles i que el blanqueig en pel·lícules com Prince of Persia: The Sands of Time i The Last Airbender havia agreujat el problema.

## Aspecte empresarial
Sobre el repartiment d'actors blancs per maximitzar els beneficis, David White, director executiu nacional del sindicat d'actors SAG-AFTRA, va dir que populars actors negres com Will Smith, Denzel Washington i David Oyelowo van refutar la raó del càsting. El professor ajudant de telecomunicacions, Andrew J. Weaver, va dir: "Hi ha un supòsit a Hollywood que els blancs evitarien les pel·lícules amb repartiment negre majoritari, o qualsevol repartiment de raça. Veieu aquest blanqueig de pel·lícules, fins i tot les pel·lícules amb personatges minoritaris escrits s'estan emetent amb blancs". El professor de cinema Mitchell W. Block va dir que els estudis s'adherien a les normes de càsting com a forma de fer negocis per atraure inversors i productors. El director Ridley Scott va dir que sense el càsting d'actors de gran renom, la seva pel·lícula èpica bíblica 2014, Exodus: Gods and Kings, mai no s'hauria fet, dient: "No puc muntar una pel·lícula d'aquest pressupost... i dir que el meu actor principal és Mohammad fulano de tal tal tal... Simplement no em financiaria". USA Today va assenyalar amb pel·lícules com Esmorzar amb diamants (1961), A Mighty Heart (2007) i Pan (2015), "Els actors blancs continuen sent els primers per als papers, tot i la manca de representació de les persones de color als nivells d'actuació, direcció i producció".

## Campanyes contra el blanqueig
Els grups de vigilància dels mitjans han buscat representacions més autèntiques a la pantalla, qüestionant decisions de càsting com l'actor Johnny Depp com a nadiu americà a The Lone Ranger (2013). Amb les pel·lícules dels Estats Units que reben promoció en mercats més globals, els grups defensen papers per representar la diversitat de públics que busquen més autenticitat. David White, de SAG-AFTRA, va rebutjar l'oposició dels grups a convertir actors blancs en papers no blancs, "Les lleis insisteixen que la raça no pot formar part de les qualificacions per a un lloc de treball", però va reconèixer que hi havia una manca de diversitat en els rols disponibles. El professor de dret John Tehranian va dir: "Per descomptat, no hi ha res inherentment dolent en el càsting sense raça, sempre que funcioni en tots dos sentits. Però, en realitat, no ho ha fet mai; poques vegades es veu, per exemple, un actor afroamericà, llatí o asiàtic escollit com un personatge blanc".